# Культура Исландии
Культу́ра Исла́ндии — культура исландцев — основного народа, населяющего Исландию, которая, восходя к традициям викингов, развивалась под влиянием языческой религии, а впоследствии — христианства, при этом не подвергаясь большим изменениям за последнее тысячелетие и сохранив свою самобытность. Причиной тому является не только и не столько отрезанность исландцев от остальных европейских народов, сколько главные национальные черты исландцев — этноцентризм и консерватизм. Однако географические факторы, такие как суровый субарктический климат, долгие полярные дни и ночи, скудность флоры и фауны и отрезанность от материковой Европы, и такие природные явления, как частые землетрясения, извержения вулканов, наводнения и снежные бури, тоже не могли не повлиять на культуру этого северного народа.

## Исландский язык и литература

### Исландский язык
В силу отделённости Исландии от материковой Европы язык исландцев сохранил большое сходство с древнескандинавским, в отличие от современных материковых скандинавских языков — норвежского, датского и шведского. Исландский народ соблюдает языковую чистоту, так что в языке почти полностью отсутствуют заимствования — новые термины образуются с помощью словосложения и словообразования. В словарном составе исландского языка подавляюще преобладает исконная лексика. В силу пуристической направленности исландской словесности и её ориентации на классическую древнеисландскую литературу, слова для новых лексических значений возникают в основном за счёт калькирования. В литературном исландском языке почти нет международной терминологии, а новые нередко понятия калькируются, а не заимствуются напрямую. В устной речи число заимствований из датского и английского языков, однако, выше. Исландский язык является очень богатым — не только из-за очень богатого словарного состава, но и из-за огромного литературного наследия исландцев. В Средние века для его записи использовалось руническое письмо, а в дальнейшем был создан исландский алфавит на латинской основе.
В 1990-х годах началось движение за исландский язык без иностранных слов, а в начале XXI века появился ультрапуристический язык, который был назван «высокий исландский» (Háfrónska на исландском языке). Слово frónska является производным от frón — поэтического названия Исландии, которое было одним из имён Земли, упоминаемой в эпической прозе эдды. Хотя этот язык не имеет официального статуса, существует Центр высокого исландского языка, задачей которого является не только замена заимствований неологизмами, но и пропагандирование нового языка.
Из вышесказанного, однако, не следует, что исландский язык совсем не изменился за последнее тысячелетие,  лишь, что изменения в нём не были вызваны влиянием других языков. В IX веке, когда началось заселение острова, скандинавские языки почти не отличались друг от друга. Автор «Первого грамматического трактата», произведения, написанного в Исландии в середине XII века, ещё называет свой язык «датским» (dönsk tunga); так назывался язык всех скандинавских народов до XII—XIII веков. В XIII—XIV веках язык исландцев и норвежцев назывался «северный язык» (norrœnt mál), а выражение «исландский язык» (íslenska) появилось только в XV веке.
В 1925 году в Исландии был издан особый закон, запрещающий гражданам страны приобретать фамилии. Тем не менее у некоторых граждан страны — в основном у иммигрантов — имеется фамилия, а у большинства коренных исландцев есть только отчества, которые образуются путём прибавления к имени отца — либо son («сын»), либо dóttir («дочь»). Например, сына Йона Петурссона будут звать Арни Йонссон, а его дочь — Агнес Йонсдоттир. В телефонном справочнике всех пишут по первым именам, а набор исландских имён до недавнего времени был ограничен — никто не мог стать гражданином Исландии, если его имя не было исландским (см. Исландское имя). Этот закон был изменён в 90-е годы, и сейчас можно стать гражданином Исландии, не меняя имени.

### Древняя и средневековая исландская литература

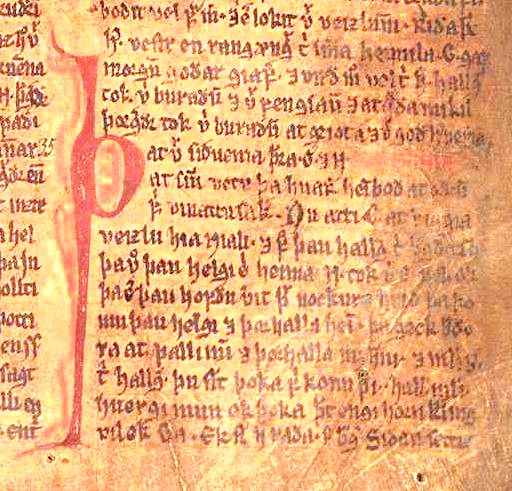
Образец рукописи «Саги о Ньяле»

Истоки исландской литературы восходят к традициям древнескандинавского фольклора. До наших дней дошли десятки исландских саг, которые считаются одними из лучших образцов средневековой литературы Европы. Одни из самых известных саг — «Сага о Ньяле» и «Сага о Гисли», которые являются родовыми сагами — прозаическими произведениями, связанными с устной народной традицией. К родовым относятся также следующие саги: «Сага о йомсвикингах», «Сага об Инглингах», «Сага о потомках Кнута» и т. д. (см. Сага).
Королевские саги — рассказы из истории Норвегии до середины XIII века, лучшая из которых — «Хеймскрингла», написанная Снорри Стурлусоном в начале XIII века. В XIII—XIV веках были созданы саги древних времён, рассказывающие о людях, живших до X века. Перу Снорри Стурлусона принадлежит также «Эдда младшая», которая, наряду с «Эддой старшей», считается вершиной исландской средневековой литературы. «Эдда младшая», состоящая из четырёх частей, содержит большое количество цитат из древних поэм, основанных на сюжетах из германо-скандинавской мифологии, а «Эдда старшая», авторство которого приписывается учёному Сэмунду Мудрому, является сборником древнеисландских песен о богах и героях, написанным в начале XII века.
Кроме саг исландцы внесли ещё один вклад в мировую литературу — поэзия скальдов, самым известным из которых был Эгиль Скаллагримссон — сын одного из первопоселенцев Исландии, бесстрашно боровшийся с королями Норвегии Харальдом и Эйриком, чья жизнь описана в «Саге об Эгиле». Так говорил Скаллагримссон о поэзии скальдов:

Когда Харальд Прекрасноволосый был королём Норвегии, произошло заселение Исландии. У Харальда были скальды, и люди ещё помнят их стихи, а также стихи обо всех королях, которые потом правили Норвегией… Мы признаем за правду всё, что говорится в этих стихах о походах или битвах королей, ибо, хотя у скальдов в обычае всего больше хвалить того правителя, перед лицом которого они находятся, ни один скальд не осмелился бы приписать ему то, что, как всем известно, кто слушает, в том числе самому правителю, ложь и небылица. Эта было бы издевательством, а не похвалой.

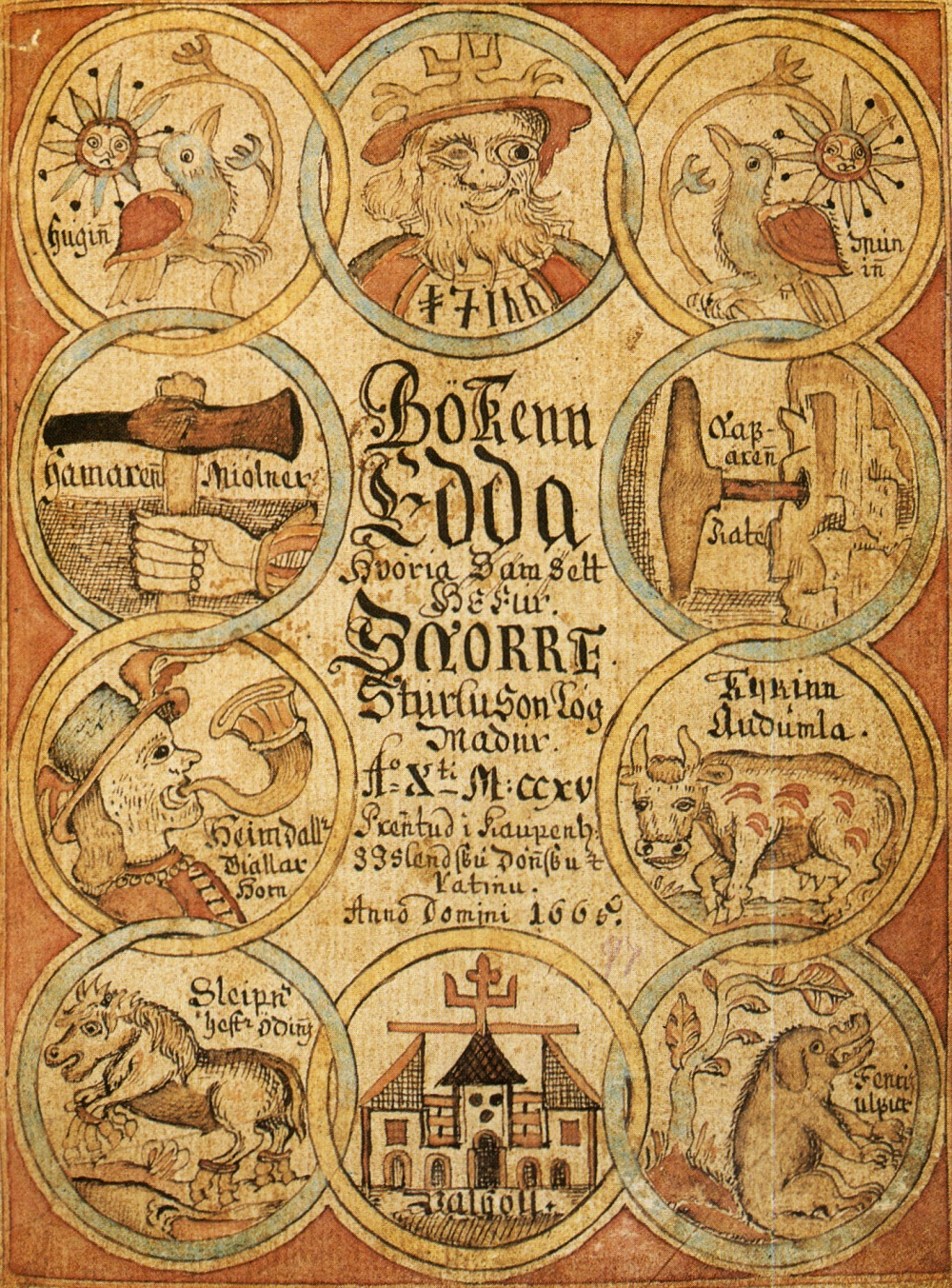
Титульный лист «Младшей Эдды», изданной в XVIII веке

В XIII—XIV веках развивалась христианская поэзия, которая уделяла большое место обычному человеку и его страданиям; вершины она достигла в середине XIV века в поэме Аусгримссона «Лилия». Ещё одним ярким представителем средневековой исландской литературы является Х. Пьетурссон, который написал прекрасное произведение христианской литературы — «Гимны о Страстях Господних».
В христианской Исландии основным литературным жанром наряду с религиозными сочинениями, являлись римы — танцевальные баллады, которые пришли из Франции через Данию и Норвегию и слились со старинными скальдическими формами, образовав новый жанр. Одна из первых рим восходит к XIV веку и сохранилась в «Книгe с Плоского острова», которая является самым большим средневековым исландским манускриптом.
А в XVII веке, когда обострялась борьба исландцев за независимость, исландская культура и в первую очередь литература получила новый толчок для развития. Творчество рано погибшего Э. Оулафссона в XVIII веке способствовало пробуждению национального самосознания и подъёма исландской литературы после длинного застоя. Во время возрождения литературы Исландии, которое началось в XIX веке, в эпоху романтизма, тесно связанного с политической борьбой за независимость, передовых писателей сплотил журнал «Фьольнир» (1835—1839, 1844—1847), который успел выйти всего девять раз.
Хотя и писатели боролись за чистоту исландского языка и суверенитет Исландии, большинство из них не следовали вековым традициям исландской литературы. С. Брейдфьёрд и Х. Йоунссон были одними из тех, чьи произведения соответствовали всем традициям средневековой исландской литературы. В конце XIX века в Исландии начал развиваться реализм, представителями которого являются Г. Паульссон, И. Эйнарссон, Й. Сигурйоунссон, Т. Эрлингссон, Г. Стефанссон, Э. Бенедихтссон и многие другие.

### Современная исландская литература
Огромную роль в современной исландской литературе сыграл лауреат Нобелевской премии Х. К. Лакснесс, который продолжил традиции реалистической литературы и написал известные романы «Салка Валка», «Свет мира», «Атомная станция» и другие. Кроме этого Лакснесс перевёл известный роман Хемингуэя «Прощай, оружие!». Нельзя переоценить вклад Халдора Лакснесса в исландско-советские, а в дальнейшем и в исландско-российские отношения, так как он был председателем Общества исландско-советской дружбы и написал о поездках в СССР книги «Путь на Восток» («I Austurvegi», 1933 год) и «Русская сказка» («Gerska oefintyrid», 1938 год). В США Лакснесс не пользовался большой популярностью из-за прокоммунистического настроения в его произведениях, в частности в романе «Атомная станция».
Языковед Элиас Вессен, член Шведской академии, в своей речи на церемонии награждения Нобелевской премией по литературе отдал должное богатому наследию исландской литературы и отметил:

Халльдоур Лакснесс вернул литературу к её истокам и обогатил исландский язык новыми художественными средствами для выражения современного содержания.

Одним из самых знаменитых писателей современности в Исландии является Хадльгримюр Хельгасон, который написал роман «101 Рейкьявик», вышедший в свет в 1996 году. По его мотивам был снят фильм режиссёром Бальтазаром Кормакуром в 2000 году. Ещё один известный исландский писатель — Арнальд Индридасон, детективы которого широко известны за пределами Исландии. Немалый вклад в исландскую литературу внёс Тоур Вильхьяульмссон. Его повесть «Быстро-быстро птица говорила» привлекла внимание литературных критиков, а роман «Пылающий Мох» был награждён Литературной премией Северного совета.

## Архитектура и изобразительное искусство

### Архитектура

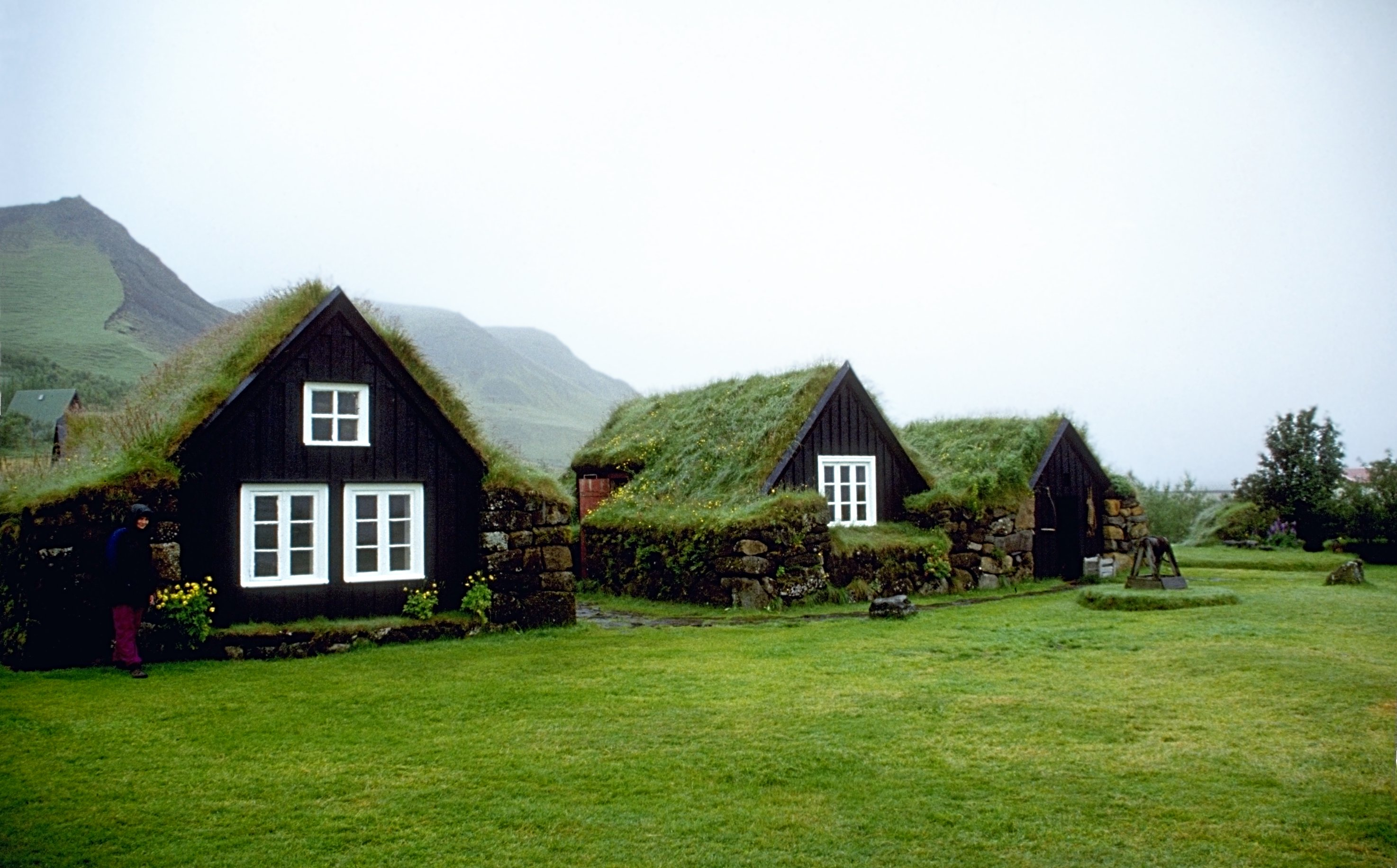
Традиционные исландские дома

Первые поселенцы острова строили дома из торфяных блоков с дерновой крышей (см. Исландские дерновые дома). Такие дома позволяли защищаться от частых морозов зимой и дождей летом. Они представляли собой так называемые длинные дома (исл. langhús), которые были свойственны и другим скандинавским народам. Длинные дома имели одну комнату, что позволяло держать весь дом тёплым в течение зимы. Поздние виды таких домов имели несколько комнат, одна из которых отапливаемая баня — бадстова (baðstofa).
В XVIII—XIX веках, когда население острова быстро росло, началось строительство каменных домов. В XIX веке сложился тип 2—3-этажного исландского дома из привозного леса, туфа, базальта, с обшивкой гофрированным железом.
В раннем Средневековье в Исландии была распространена резьба по дереву, которая носила черты как романской, так и норманнской культуры, традиционным плетёным узором украшались и серебряные чаши XII—XIII веков, и готические миниатюры XIV—XV веков, и алтарные шитые покрывала.

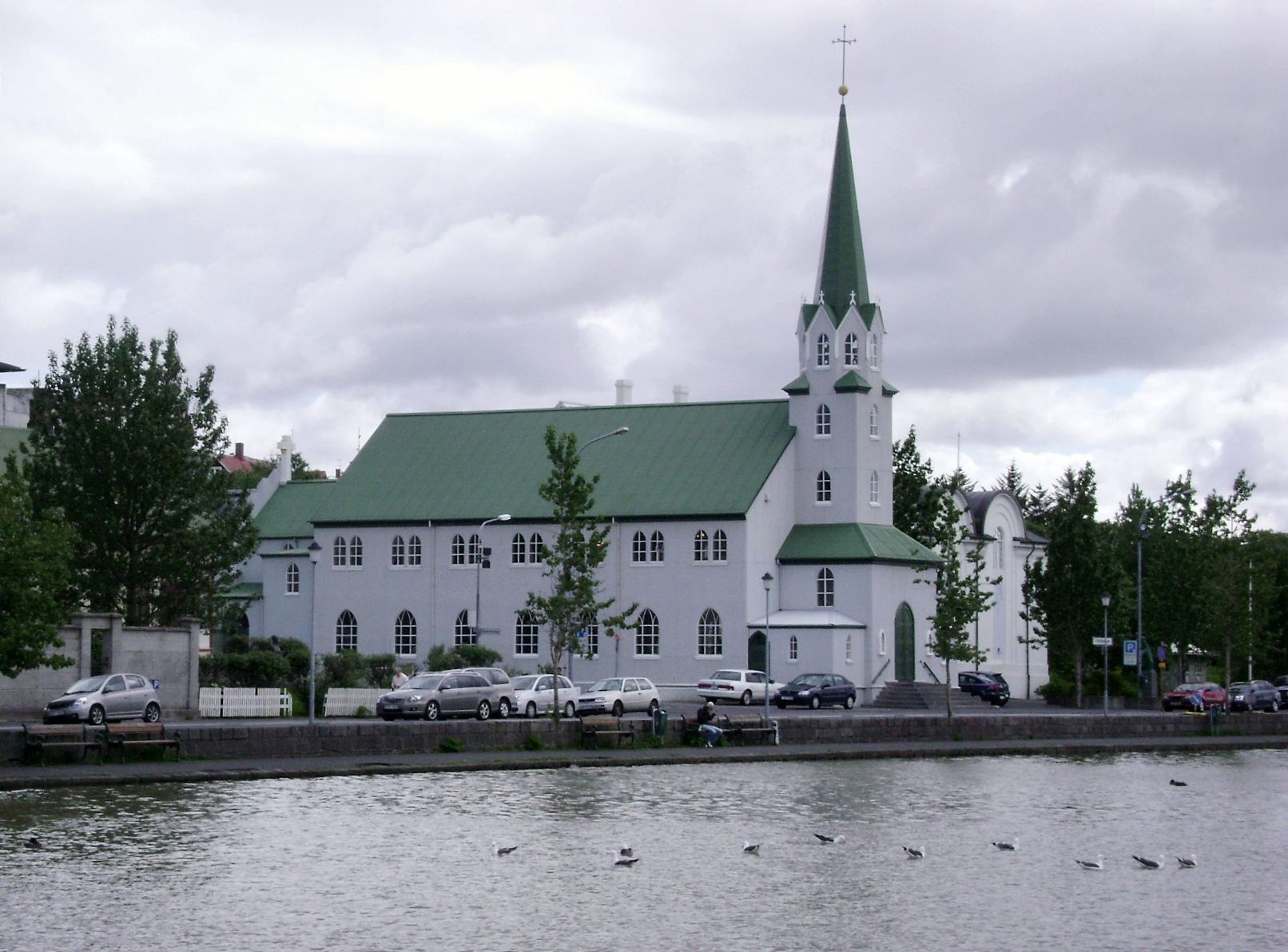
Свободная церковь Рейкьявика

Традиции современной исландской архитектуры сложились после Второй мировой войны, когда Исландия стала независимой страной. Современная исландская архитектура включает в себя черты как средневековой исландской архитектуры, так и современной мировой архитектуры. В начале XXI века в Рейкьявике были построены первые небоскрёбы в Исландии — Смаураторг и Хёвдаторг. Самые известные архитекторы Исландии — Сигурдур Гудмундссон и Гудйоун Самуэльссон.
Главными жемчужинами исландской архитектуры являются Кафедральный собор Рейкьявика, Хадльгримскиркья, Свободная церковь Рейкьявика, Церковь Акюрейри, Перлан, Хёвди, Бессастадир и другие. В Исландии также развита скульптура. Эйнар Йоунссон (1874—1954) был первым и, пожалуй, единственным исландским скульптором, который известен за пределами Исландии. Его произведения можно увидеть на многих улицах и площадях не только Рейкьявика, но и других городов страны. Создан музей Эйнара Йоунссона, располагающий собранием оригиналов и копий его работ. Среди скульпторов XX века известны Сигурйоун Оулафссон (1908—1982) и Аусмундур Свейнссон (1893—1982). Последний работал как в фигуративной, так и абстрактной скульптуре. Главной темой его работ является отображение событий повседневной жизни и современных ему технических достижений, а также таинственный мир исландских саг (например, памятник Сэмунду Мудрому и дьявольскому тюленю возле здания Исландского университета в Рейкьявике). Ещё один исландский скульптор, Рикардур Йоунссон (1888—1972), прославился своими деревянными резными скульптурами и портретами.

### Живопись

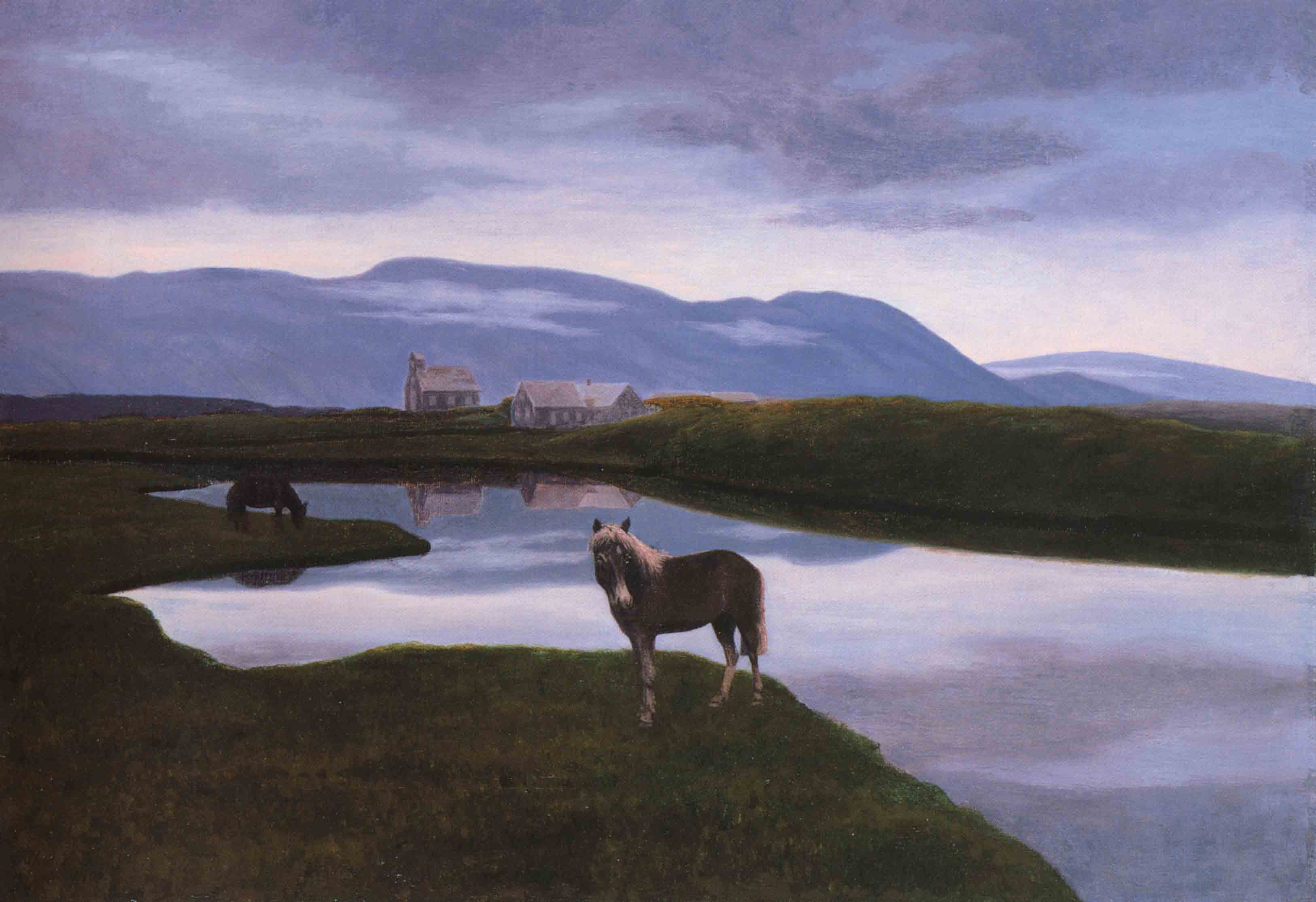
Тоурарир Торлаухссон «Тингвеллир»

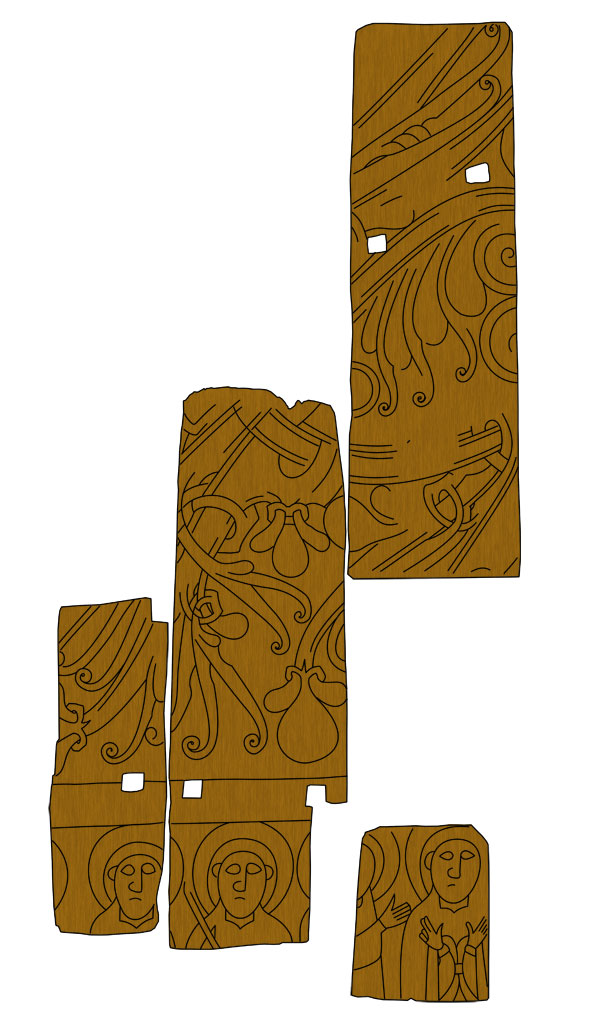
Искусство викингов

Усиление национально-освободительного движения в начале XIX века становится импульсом для развитии исландской живописи. Самым известным исландским художником является Тоурарин Торлаухссон (1867—1924), который писал исключительно пейзажи. Он был первым художником в Исландии, получившим государственный грант, а также был членом так называемого Комитета исландского флага, члены которого были назначены первым премьер-министром страны, Ханнесом Петурссоном. Другие известные исландские художники — Сигюрдюр Гюдмюндссон, Аусгримур Йоунссон, Гудмундур Торстейнссон, Кристин Йоунсдоуттир, Йоун Стефаунссон, Гердюр Хельгадоуттир, Эрро. Бо́льшая часть работ исландских художников выставлена в Национальной галерее Исландии, которая находится в Рейкьявике, а работы таких современных исландских художников, как Эрро, Эйнара Хауконарсона и других, можно увидеть даже в самых известных музеях мира.

### Национальная одежда

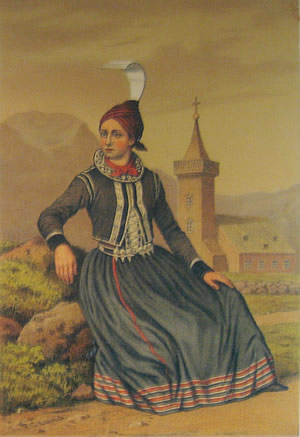
Девушка, надевшая фалдбунингюр.

Фьйо́удбунингюринн (Þjóðbúningurinn) является собирательным названием для национальных костюмов исландцев, которые за прошедшие века претерпели много изменений, однако сегодня специальная комиссия следит за тем, чтобы в дальнейшем они не меняли свой вид.
Есть пять видов исландских национальных костюмов для женщин: киртиль (kyrtill), скье́йтбунингюр (skautbúningur), фа́лдбунингюр (faldbúningur), пе́йсуфет (peysuföt) и упплютур (upphlutur). Первые две были созданы известным исландским художником Сигурдом Гудмундссоном для разных церемоний, а последние три известны со Средневековья.
Национальный исландский костюм мужчин существует в трёх вариантах, однако только один из них — Фьйоудбунингюр кадла (þjóðbúningur karla) является прямым наследником традиционной исландской одежды. Фьоудбунингюр кадла, который надевали мужчины Исландии в XVII—XIX веках, состоит из шерстяных штанов, жакета с пуговицами, который называется трейя, но может быть заменён пейсой.
В XX веке был создан новый стиль одежды и знаменитый на весь мир исландский свитер — лопапейса. Лопапейса возник в середине двадцатого века, когда импорт иностранных товаров вытеснил исландские народные товары, и чтобы использовать отечественную шерсть, был придуман исландский свитер. Скорее всего стиль заимствован из национальных костюмов гренландских женщин, но как свитер его носят и мужчины.
До относительно недавнего времени вязание было повальным увлечением и мужчин, и женщин. В сельской местности оно, впрочем, сохранилось до сих пор, и об этом шутят, что пастухи, перегоняя стада, не прекращают вязать ни на минуту, а фермерские жены не выпускают спиц из рук, даже исполняя свой супружеский долг.

## Исполнительское искусство

### Музыка

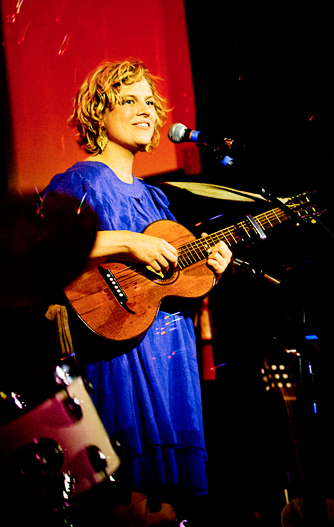
Олоф Арналдс

Народная исландская музыка, истоки которой восходят к глубокой древности, очень самобытная. После введения христианства в Исландии распространяется григорианский, а затем — протестантский хорал, но сохраняются традиции древней и средневековой народной исландской музыки. Основным жанром в средневековой исландской музыке наряду с церковным хоровым пением являются римы и викиваки — героические песни о жизни рыцарей. Песни поются без аккомпанемента, а это значит, что народная музыка исключительно вокальная, хотя крайне редко используется скрипка и некоторые другие инструменты. Гимн Исландии — Ó Guð vors lands (с исл. — «Бог нашей страны»), написан в 1874 году. Автор слов — Маттиас Йохумссон, композитор — Свейнбьёрн Свейнбьёрнссон.
Профессиональная музыка зародилась в начале XIX века, во время обострения борьбы исландцев за независимость. В XX веке на исландскую музыку повлияла европейская музыка, хотя и влияние не было сильным, что позволило сохранить её самобытность. После Второй мировой войны, когда Исландия стала независимой страной, исландская культура, и в том числе музыка, стала развиваться очень быстро. В 1950 году был основан Исландский симфонический оркестр и открылся Национальный театр Исландии. В 1993 году в городе Акюрейри был создан второй в стране профессиональный оркестр — симфонический оркестр Северной Исландии.

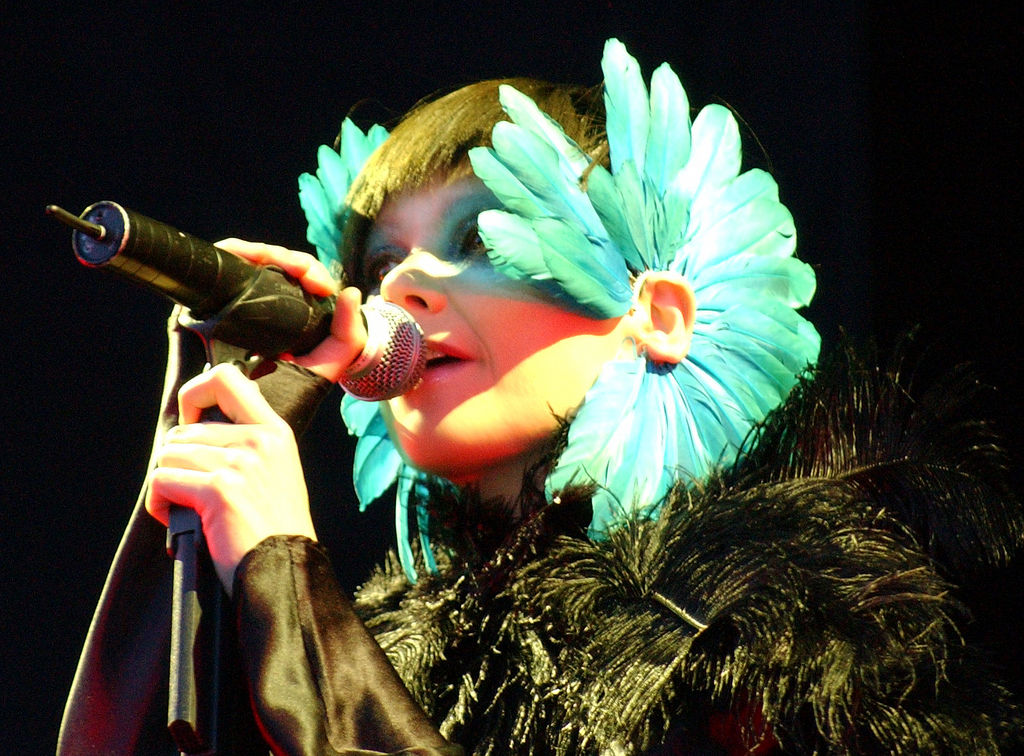
Бьорк

В 1980—1990 годах в Исландии развивались новые музыкальные направления — джаз, рок-музыка, поп-музыка. Многие исландские певцы, музыканты стали известными не только у себя на родине, но и во всём мире. Бьорк, The Sugarcubes, Sigur Rós, Múm, Эмилианa Торрини, Seabear, Олоф Арналдс, Amiina, Árstíðir, Олафур Арналдс, Of Monsters and Men и другие имена известны не только в Исландии, но и за её пределами. Известнейшие композиторы Исландии — Герберт Аугустссон, Йоун Лейфс, Свейнбьёрн Свейнбьёрнссон, Хилмар Ёрн Хилмарссон и другие.
Исландия также является страной-участницей конкурса песни Евровидение с 1986 года. Самые удачные выступления этой страны на конкурсе были в 1999 году, когда от Исландии участвовала Сельма Бьорндоттир, и в 2009 году, когда от Исландии участвовала Йоханна Гвюдрун Йоунсдоттир. Обе певицы занимали второе место.
В Рейкьявике и других крупных городах часто проходят музыкальные фестивали, самые известные из которых джазовый фестиваль «Reykjavik Jazz Festival» и «Iceland Airwaves». Последний является самым большим индивидуальным концертом в Исландии, в котором участвуют 2500 певцов и музыкантов не только из Исландии, но и из других стран. На фестиваль приходят зрители со всех концов Исландии, а также туристы из других стран.

### Драматический театр
Хотя элементы театрального искусства содержались уже в произведениях средневековой исландской литературы, однако первые профессиональные спектакли ставились только в начале XVIII века латинской школой в Скаульхольте, которая позже работала в Рейкьявике. В 1897 году в столице было создано Рейкьявикское театральное общество, которое стало первым толчком для развития театрального искусства. В первые годы работы общества ставились в основном пьесы исландских авторов — С. Пьетурссона, М. Йохумссона, И. Эйнарссона, Й. Сигурйонссона и других. Однако позже, когда Исландия стала суверенной страной, ставились пьесы Г. Ибсена, Б. Шоу, Н. В. Гоголя, А. П. Чехова и других. Позже общество было переименовано в Городской театр Рейкьявика, а в 1950 был организован Национальный театр, на сцене которого ставятся драматические и музыкальные спектакли. В репертуаре Национального театра время от времени появляются оперы, и ряд исландских оперных певцов и певиц пользуется большим успехом за границей. Среди них одна из самых известных — Сигрун Хьялмтисдоуттир. В 1980 году был создан Исландский оперный театр (Íslenska óperan), в котором каждый год ставятся 2—3 оперных представления. Исландский оперный театр является одним из немногих культурных объектов страны, которые получают субсидии из государственного бюджета. За пределами Рейкьявика большую роль играет Театральная компания Акюрейри, а также несколько любительских театральных трупп, которые дают представления по всей стране. Число таких любительских театральных групп равняется примерно 80-и, однако деятельность их всех координируется профессиональными театральными учреждениями.
В Исландии роль театра так высока, что три из четырёх жителей страны регулярно посещают спектакли, поставленные различными театрами, а одна из директоров Городского театра Рейкьявика, Вигдис Финнбогадоттир, была избрана президентом страны в 1980 году.

### Кино
История исландского кино начинается в 1906 году, когда в этой стране Альфредом Линдом был снят первый документальный фильм, который длится всего три минуты. В том же году в Рейкьявике был открыт первый в стране кинотеатр. Все фильмы, снятые в начале XX века в Исландии, были фильмами зарубежного производства (чаще всего они снимались скандинавскими странами). Первый полнометражный исландский фильм — «Приключения Йоуна и Гвендара», снятый в 1923 году.
Исландская киноиндустрия очень развита, несмотря на ограниченный рынок, и это не только результат того, что в этой стране существуют налоговые льготы для производства фильмов, а ещё и того, что исландцы любят этот вид искусства. Каждый год в Исландии выходят несколько документальных и художественных фильмов. Самые известные режиссёры — Бальтазар Кормакур, который снял фильмы «Плохая кровь», «101 Рейкьявик», «Небольшое путешествие в рай», «Море»; «Фридрик Тоур Фридрихссон, который снял фильмы Сага о Ньяле», «Рок в Рейкьявике», «Дети природы», «Соколы»; Арни Олафур Асгейрссон и другие.
Самую большую роль в кинематографии Исландии сыграл Фридрик Тоур Фридрихссон. В конце 1970-х Фридрик Тоур Фридрихссон не столько участвует в кинематографической жизни Рейкьявика, сколько сам её создаёт: запускает первый в Исландии киножурнал «Квикмюндбладид», становится его главным редактором и критиком, организовывает Рейкьявикский кинофестиваль (1978) и принимает на себя обязанности управляющего директора, открывает собственную кинокомпанию «Icelandic Film Corporation» и, спустя несколько лет, наконец-то переходит к творческой деятельности, начинает снимать кино.
Кинематография Исландии развивалась по нескольким этапам. До 1970-х годов снимались фильмы разных жанров, хотя и бо́льшая часть их не имела художественную ценность. В 1980-х годах развивалось историческое кино, снимались также документальные фильмы.
В 1984 году режиссёр Храфн Гуннлаугссон снял исторический фильм «Полёт ворона», а в 1988 году «Тень ворона», которая, не являясь непосредственным продолжением первого фильма, тем не менее является следующим в серии фильмов, снятых Храфном о викингах Исландии. В главной женской роли снялась сестра режиссёра Тинна Гуннлаугсдоттир. В дальнейшем режиссёр ещё не раз возвращался к теме средневековой Исландии и снял ещё несколько фильмов, среди которых особую популярность завоевал фильм «Белый викинг», снятый в 1991 году.
В 1990-х годах больше начали снимать романтические фильмы и драмы, а также документальные фильмы. В 1990-х годах самый большой успех из исландских фильмов имел снятый Фридриком Тоур Фридрихссоном в 1991 году фильм «Дети природы», который номинировался на премию «Оскар» в категории «Лучший иноязычный фильм» в 1992 году. Этот фильм также получил много наград, среди которых «Приз Скандинавского Киноинститута» в 1991 году, а по итогом X Скандинавского фестиваля «Дети природы» был признан лучшим скандинавским фильмом 1991—1993 годов.
Кроме художественных фильмов, в Исландии очень популярны также документальные фильмы и мультфильмы. Два документальных фильма, которые изменили исландскую кинематографию, — это «Рок в Рейкьявике», снятый в начале 1980-х Фридриком Тоур Фридрихссоном, и «Heima», снятый в 2007 году. Оба фильма рассказывают о музыкантах Исландии, но в первом из них раскрыта тема рокa, а вторая снята о группе Сигур Рос, которая исполняет песни в стиле пост-рок.
В 2000-х годах появились первые качественные анимационные фильмы и развлекательные передачи. В 2006 году на экранах появился детская передача-сериал Лентяево, которая очень популярна на Западе. Передача была создана чемпионом Исландии по гимнастике Магнусом Скевингом, который одновременно является автором проекта, продюсером и актёром и в конце 2000-х годов завоевал популярность во всем мире. В 2011 году выйдет новый полнометражный комедийный компьютерный мультипликационный фильм «Тор — хроники Эдды».

## Традиции и обычаи

### Образ жизни
Стиль жизни и характер исландцев во многом обусловлен природой и климатом острова, а также историческим прошлым народа. Исландцы связаны с природой и считают себя частью её. Вот почему почти у всех исландцев есть большие внедорожники, на которых они часто ездят отдыхать в свои маленькие домики за городом. Исландцы любят путешествовать, но не заграницей, а у себя на родине; каждый год исландские семьи посещают исторические места и природные памятники Исландии.
Исландцы любят все виды искусства. Даже в маленьких городах можно увидеть музеи, галереи, театры и кинотеатры. Из расчёта на душу населения в среднем исландском городе в четыре раза больше кинотеатров, чем в аналогичном европейском. Исландцы обожают вечеринки. Будучи вынужденными в течение веков развлекаться долгими зимними вечерами коллективно, они и в наши дни не выносят одиночества.

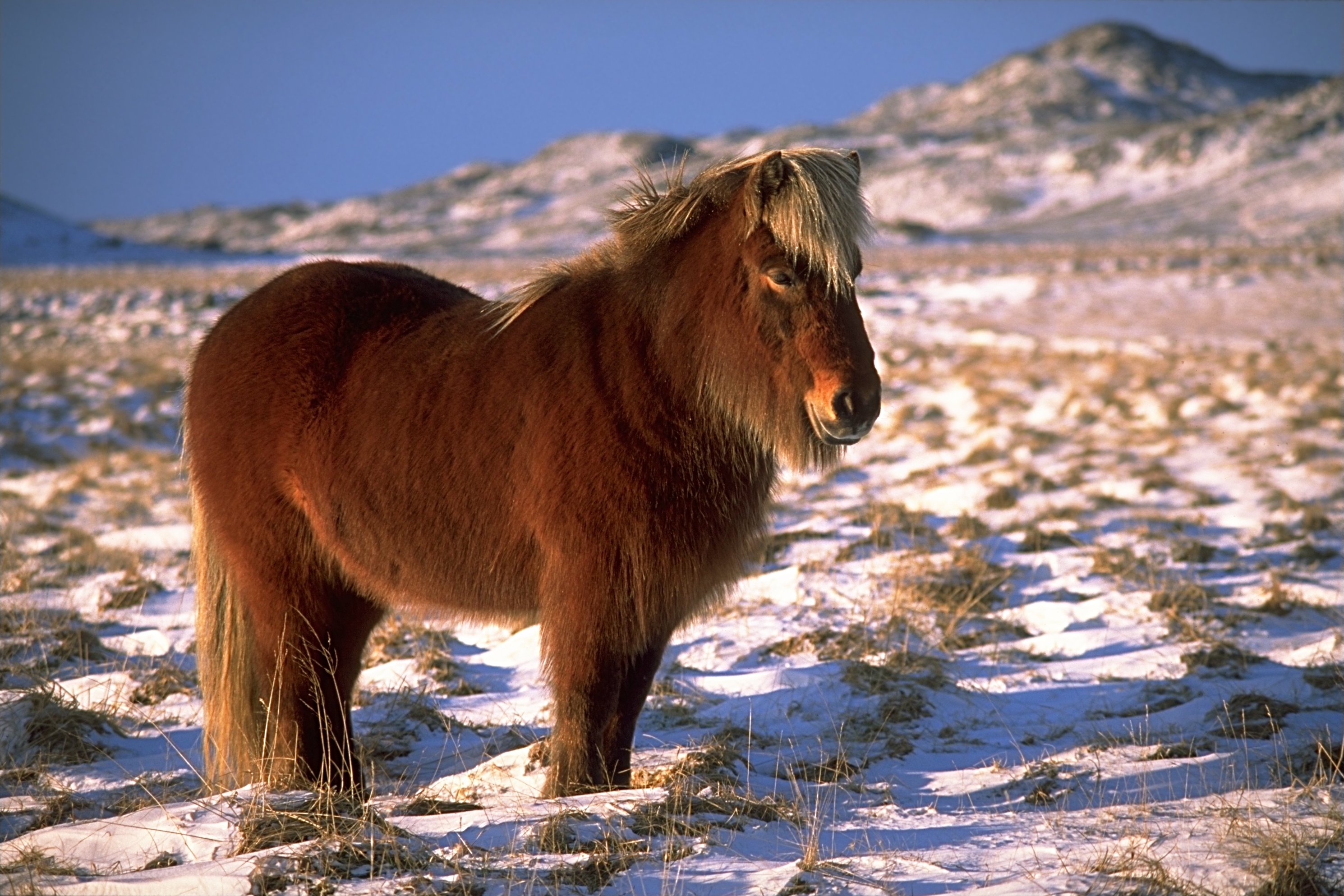
Исландская лошадь

Климат очень сильно влияет на стиль жизни исландцев. На острове люди в течение веков придумывали занятия, игры, которые помогают коротать длинные зимние ночи и разнообразить летние дни. Кроме семейных игр, есть множество видов состязаний, в которых участвуют все — и молодые, и старики. До недавнего времени вязание было настоящим национальным хобби и остаётся таким в маленьких хуторах, причём, вяжут как женщины, так и мужчины. Ещё одно распространённое хобби — коневодство. В Исландии есть даже особая порода лошадей — исландская лошадь. Её характерные черты — небольшой рост (до 144 см в холке), коренастость и грубоватость, большая голова, косматая плотная чёлка, длинные грива и хвост.
Как и во всех холодных странах, в Исландии пьют алкоголь. Пьют много, несмотря на то, что алкоголь в этой стране стоит дорого. До того, как был отменён сухой закон в 1989 году, исландцы сами гнали алкоголь. Национальный исландский алкогольный напиток — картофельная водка, которая называется бреннивин.
В Исландии развиты все виды спорта, но особенно популярна народная исландская борьба — глима. Глима, существовавшая уже во времена викингов, сохранилась только в Исландии. Описания глимы имеются в нескольких исландских сагах, например, в «Саге о Греттис» и «Саге об Олаве Трюггвасоне». В Исландии популярны также такие виды спорта, как гандбол, шахматы, футбол, а также зимние виды спорта. Но особых успехов достигли исландцы в гандболе и шахматах. Мужская сборная Исландии по гандболу завоевала серебряную медаль на Летних Олимпийских играх 2008 года, которые проходили в Пекине. А исландские шахматисты, самые известные из которых — Фридрик Олафссон, Йоун Арнасон, Маргейр Петурссон, Хельги Олафссон, Гудмундур Сигурьонссон, и Йохан Хьяртарсон, неоднократно побеждали в разных турнирах.
Хотя исландцы считают себя потомками викингов, а общество этого древнего народа было патриархальным, чётко прослеживается одна из главных тенденций современной Исландии — феминизация общества. В начале 2010 года в Исландии запретили проведение стриптиз-шоу. Исландия стала первой европейской страной за исключением Ватикана, Андорры и нескольких других карликовых государств, где стриптиз запрещён законодательно. Гендерное равенство считается одной из главных черт этой страны. Исландки получили право голосовать на выборах одними из первых в Европе в 1915 году. При этом в стране не было массовых демонстраций суфражисток или дискуссий по этому поводу, как в других странах Европы (см. Женское избирательное право).
В Исландии с 2010 года разрешены однополые браки, и премьер-министр страны, Йоханна Сигурдардоттир, стала одной из первых граждан страны, заключивших брак с лицом того же пола.

### Религия и верования
В Исландии действует евангелистская лютеранская церковь, прихожанами которой являются 92,2 % жителей страны. В отличие от многих протестантских конфессий лютеране большое значению придавали и придают архитектуре, в результате большинство кирх если не архитектурные шедевры, то достопримечательности населённых пунктов, в которых они находятся. Часть зданий перешла к лютеранам от католиков (правда, далеко не всегда мирным путём), затем строились здания в стиле барокко, классицизма, а с конца XIX века очень активно — в стиле неоготики. В XX веке построено большое количество церквей в стиле модерн. В Исландии есть также небольшое количество католиков и православных (см. Религия в Исландии), а также мусульман (см. Ислам в Исландии).
С официальной религией мирно уживаются неугасающие языческие традиции. Всё большую популярность завоёвывает древняя скандинавская религия, известная как Асатру, причём не как новое веяние, а в качестве официально признаваемой религии. Возрождение Асатру произошло в 1970-х годах в среде овцеводов; эта религия основана на гармонии с природой и на могуществе природных сил, представленных в образе древних божеств.

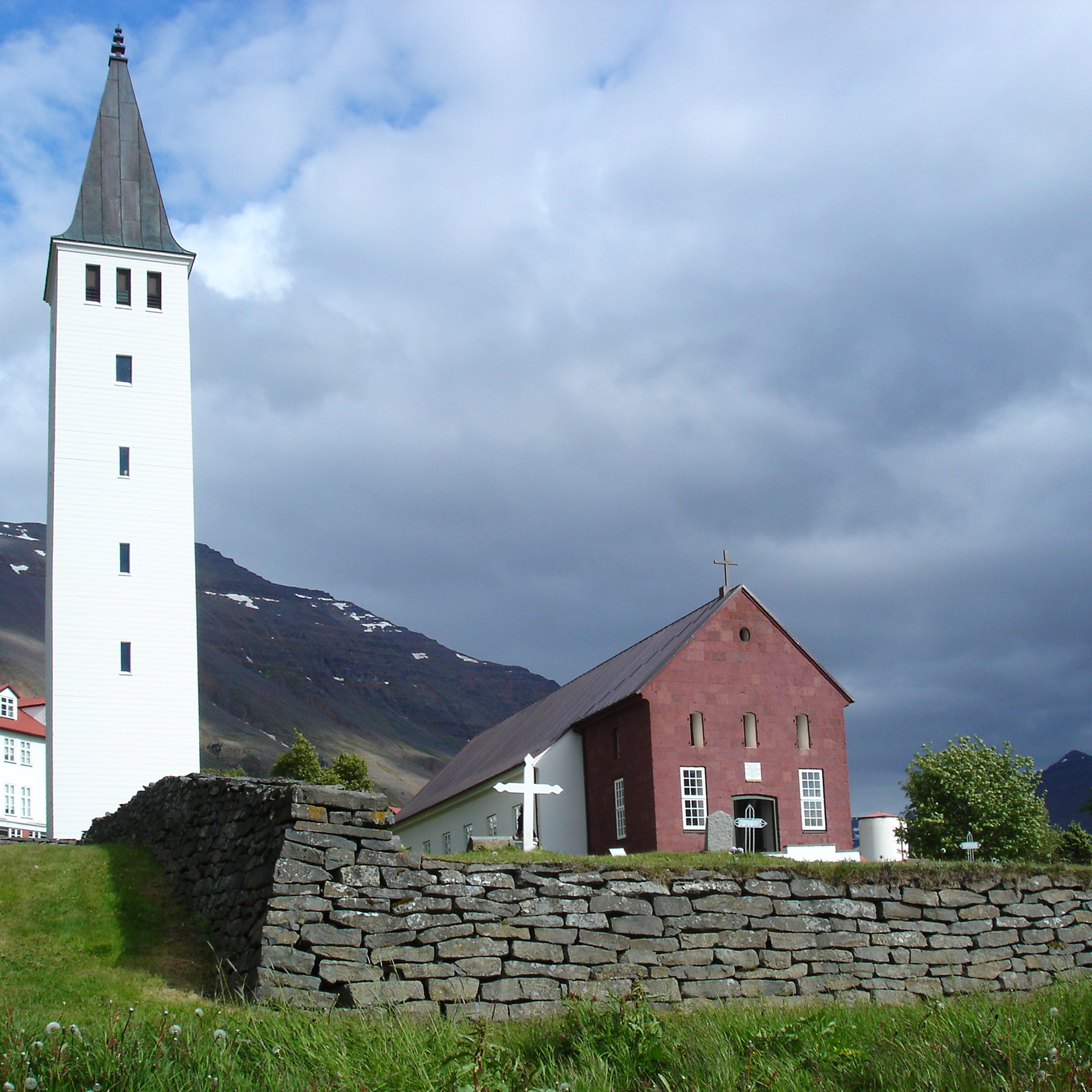
Холакиркья, одна из самых больших церквей в стране

Последователи Асатру считают главным долгом возродить религию своих предков. Их вера базируется, как и у прочих язычников, на обожествлении сил природы, восстановлении традиций и фольклора коренного населения своей страны. Скандинавская мифология является мистической основой Асатру. Согласно вероучению Асатру, люди наполнены божественной сущностью, которая находится вне сознания и выражается через богов и богинь. Так как боги являются родственниками людей, их принято почитать и славить. Верховный бог пантеона Асатру — Один, спутники которого — вороны Хугин и Мунин («думающий» и «помнящий») и волки Гери и Фреки («жадный» и «прожорливый»), его ездовое животное — восьминогий конь Слейпнир (Sleipnir, «скользящий»). В Вальхалле Одину и его дружине прислуживают валькирии — девы, определяющие судьбу воинов на поле битвы, выбирающие героев для Вальхаллы. Оружие Одина — копьё Гунгнир, которое никогда не пролетает мимо цели и поражает насмерть всякого, в кого попадает. Корабль Одина — Скидбладнир (Skíðblaðnir, «сложенный из тонких дощечек»), самый быстрый корабль мира, вмещающий любое количество воинов, который, однако, можно при надобности сложить и спрятать в карман. Скидбладнир был построен гномами Брок и Синдри. Сначала он принадлежал Локи, но потом был подарен богам в возмещение за кражу волос богини Сиф, жены Тора.

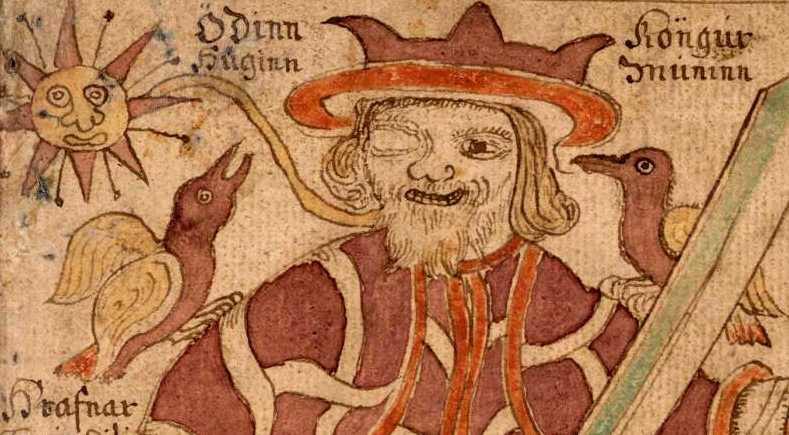
Хугин и Мунин на плечах Одина

Исландцы также верят в существование мифических существ — троллей, эльфов и гномов. Однако эти существа отличаются от своих собратьев из других скандинавских стран. В отличие от норвежских, исландские тролли громадного роста и обитают в горах, а карлики живут под землёй и в скалах. Их также называют «хульдуфоулк» — что в переводе с исландского означает подземные жители или скрытые жители, мир которых — это зеркальное отражение мира людей, хотя они ни чем не отличаются от людей. Вера исландцев в сверхъестественное очень глубока, и доказательство тому многочисленные исландские сказки, в которых отобразилось всё богатство исландской культуры. В отличие от других стран Европы, в Средневековой Исландии не были забыты языческие мифы; наоборот — древние мифы и христианская религия были синкретизированы (См. Религиозный синкретизм).
Так писал Эйнар Оулав Свейнссон, исландский писатель, который собрал народные сказки:

Немало узнает об исландской культуре прошлых веков тот, кто углубится в исландские народные сказки, хотя бы он не прочёл ни одного исторического исследования об этом времени. Возможно, правда, что краски на картине, которую он получит, будут не совсем натуральные, суеверие окажется преувеличенным, и он увидит больше привидений и мертвецов, чем видели люди того времени. Но в большинстве народных сказок говорится о сверхъестественном, таковы их природа и тематика, и это должно отразиться на даваемой ими картине исландской культуры. Тем не менее картина эта широка и глубока.

В отличие от сказок других народов, исландские сказки, так называемые сказки-былички или сказки-бывальщины, претендуют на достоверность и рассказываются так, как будто рассказчик верит в их правдивость, и в древности действительно верили в достоверность фактов, изложенных в них. В сказках-быличках трафаретом служит не сюжет, а свойства того сказочного персонажа, о котором рассказывается. При чём в таких сказках доскональным образом описывается место и время действия, а также сообщаются имена действующих лиц, их происхождение, состав семьи и другие данные. Сверхъестественные существа, встречающиеся в исландских сказках-быличках, как правило, во всём похожи на людей, хотя их образы отличаются друг от друга, и все они встречаются только в исландской устной традиции. Из волшебных персонажей языческих мифов в исландских сказках можно встретить только великанов, которые называются tröll (см. тролль) — большие и сильные, но глупые, похожие на людей существа, живущие в пещерах и отличающиеся свирепостью и жадностью. Однако как и все персонажи исландских сказок тролли не являются абсолютно злыми или добрыми персонажами; в некоторых сказках описывается, как тролль становится навсегда верным другом, когда ему оказывают услугу. Тролли боятся дневного света, так как с наступлением дня они превращаются в скалы. Часто в исландских сказках рассказывается о троллях женского пола, или «скессах», свирепых и глупых, но чадолюбивых и мужелюбивых существах, которые похищают мужчин и делают из них троллей, если похищенному не удаётся убежать.
Есть множество исландских сказок, где главный персонаж — колдун. Это чаще всего священник, пастор, иногда даже епископ. Самый знаменитый из таких колдунов — это Сэмунд Мудрый — типичный добрый колдун. Существуют несколько десятков сказок, где главным персонажем является именно он. В некоторых сказках главными героями являются скрытые жители, которые часто контактируют с людьми. Например, они просят молока для ребёнка, или просят помощи роженице — она не может разрешиться, пока человеческая рука не ляжет на неё.

### Праздники

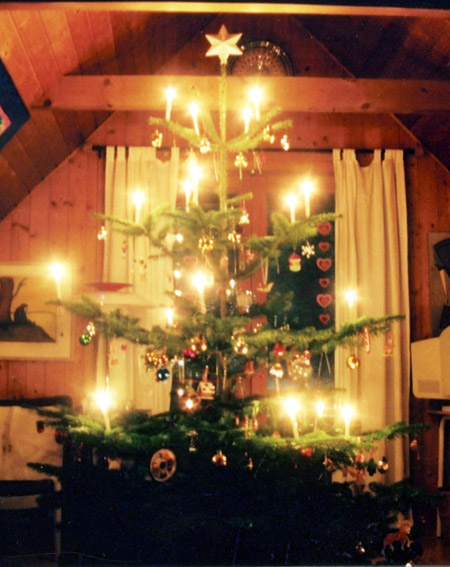
Йольское дерево

Одним из главных праздников Исландии является Новый год. На празднике Нового Года исландцы жгут костры, поют и танцуют возле них. Перед Новым Годом исландцы празднуют самый главный традиционный праздник — Йоль. У этого праздника много названий. Его называют «Праздник костров», так как в этот день исландцы жгут большие костры в специальных местах; «Мать всех ночей», так как праздник посвящён дисам — богиням судьбы, «Треттаундинн», который переводится, как «тринадцатый день» (символизирует тринадцатый день после Рождества). Традиции Йоля близки традициям Рождества. В Йоль наряжают ёлку и кладут под ней подарки. Издавна в Исландии существует поверье, что в этот день надо обязательно надеть новую шерстяную одежду, иначе Йольский Кот придёт и отберёт праздничный обед, дорогие вещи или даже детей.
Ещё один зимний праздник — День святого Валентина. Хотя этот праздник христианский и церковный, но исландцы добавили в него национальный колорит. В Исландии День святого Валентина посвящается сыну Одина — Вали, тем не менее это праздник, как и повсюду в мире, имеет отношение к романтике любви. В Исландии существует забавный обычай: девушки в этот день вешают парням на шеи головешки, а те в ответ пытаются повесить на шеи девушек камушки. Смысл этого ритуала легче понять, если учесть, что для зажжения костра в День Вали обязательно нужно высечь искру ударом камня о камень.
Один из самых новых праздников — День пива. Его отмечают 1 марта — в этот день был принят закон о пиве, действующий в этой стране до 1989 года. Этим актом был отменён «сухой закон», действовавший в стране почти век. День пива празднуется в барах и ресторанах. Гулянки продолжаются до утра. Организуются концерты и специальный пивной фестиваль.
Лютеранская Пасха — один из самых, если не самый главный праздник для исландцев. В Пасху исландцы пекут пироги, делают шоколадные яйца. Единственной исландской традицией, связанной с Пасхой, можно считать поверье, что в Пасху солнце танцует, двигаясь в разные стороны, однако чтобы стать очевидцем этого зрелища, надо, чтобы дата Пасхи совпала с той датой, когда Иисус воскрес.

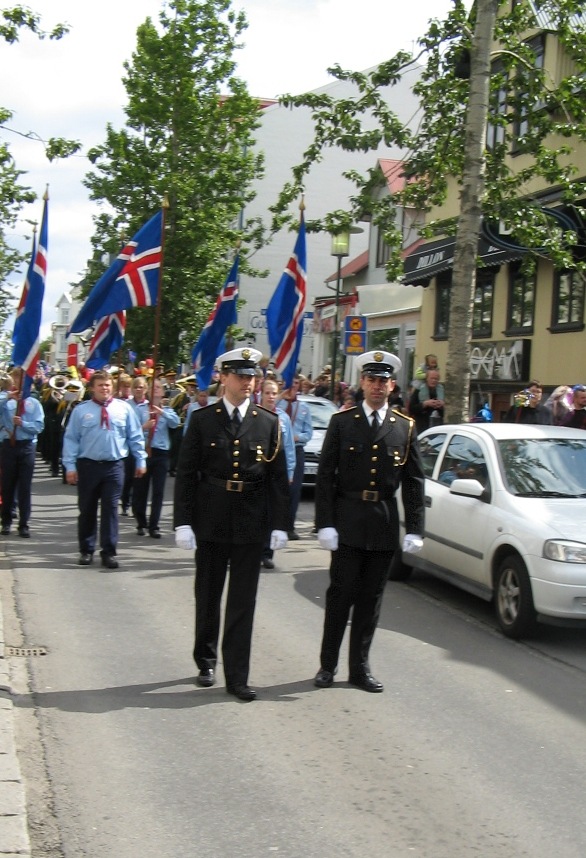
День провозглашения Исландской Республики

Сумардагуринн Фирсти — праздник первого дня лета празднуется с особым размахом. С этим днём связано очень много поверий, так как это языческий праздник. Например, считалось, что если в ночь на праздник случались заморозки, то это к лучшему. Это явление называлось «лето, примёрзшее к зиме». Также считалось, что слой сливок на молоке в новом году будет соответствовать слою льда, образовавшегося на воде в эту ночь. Так что если ночь была морозной, то и молоко было бы жирным.
21 июня исландцы отмечают мид-саммер — праздник середины лета. Этот праздник тоже является языческим и сохранился с времён, когда древние викинги делили год на две части — лето и зиму и праздновали середину лета и середину зимы. В этот день в современной Исландии организуется Фестиваль летнего солнцестояния. Есть множество традиций, связанных с этим днём. Например, исландцы считают, что самая короткая ночь в году обладает магической силой и может излечить от 19 различных болезней, поэтому проводят культовые мероприятия, связанные с этим поверьем.
Ветрнэтр — Праздник первого дня зимы или День зимы. В этот день исландцы жгут костры, проводят разные состязания. В современной Исландии в Ветрнэтр организуются множество фестивалей, самые знаменитые из которых — «Iceland Airwaves» и Фестиваль молодёжного искусства.
В декабре исландцы празднуют Католический день Святого Николая и Рождество Христово. В Исландии, как и во многих других странах, праздник Рождества Христова был введён для вытеснения дня зимнего солнцестояния, в который производились жертвоприношения. Хотя этот праздник христианский, однако есть очень много поверий, связанных с ним. Например, исландцы считают, что в этот день эльфы переезжают в другое место и те, кто хотели завладеть их богатством, стояли ночью на перекрёстках и ждали эльфов, чтобы торговаться с ними так долго, как это только возможно — пока не наступит рассвет и эльфы не растворятся в воздухе, оставив всё добро на земле.
Главнейшие государственные праздники — День независимости Исландии, который празднуется 1 декабря, День президента Исландии и День провозглашения Исландской Республики, который празднуется 17 июня.

### Кухня

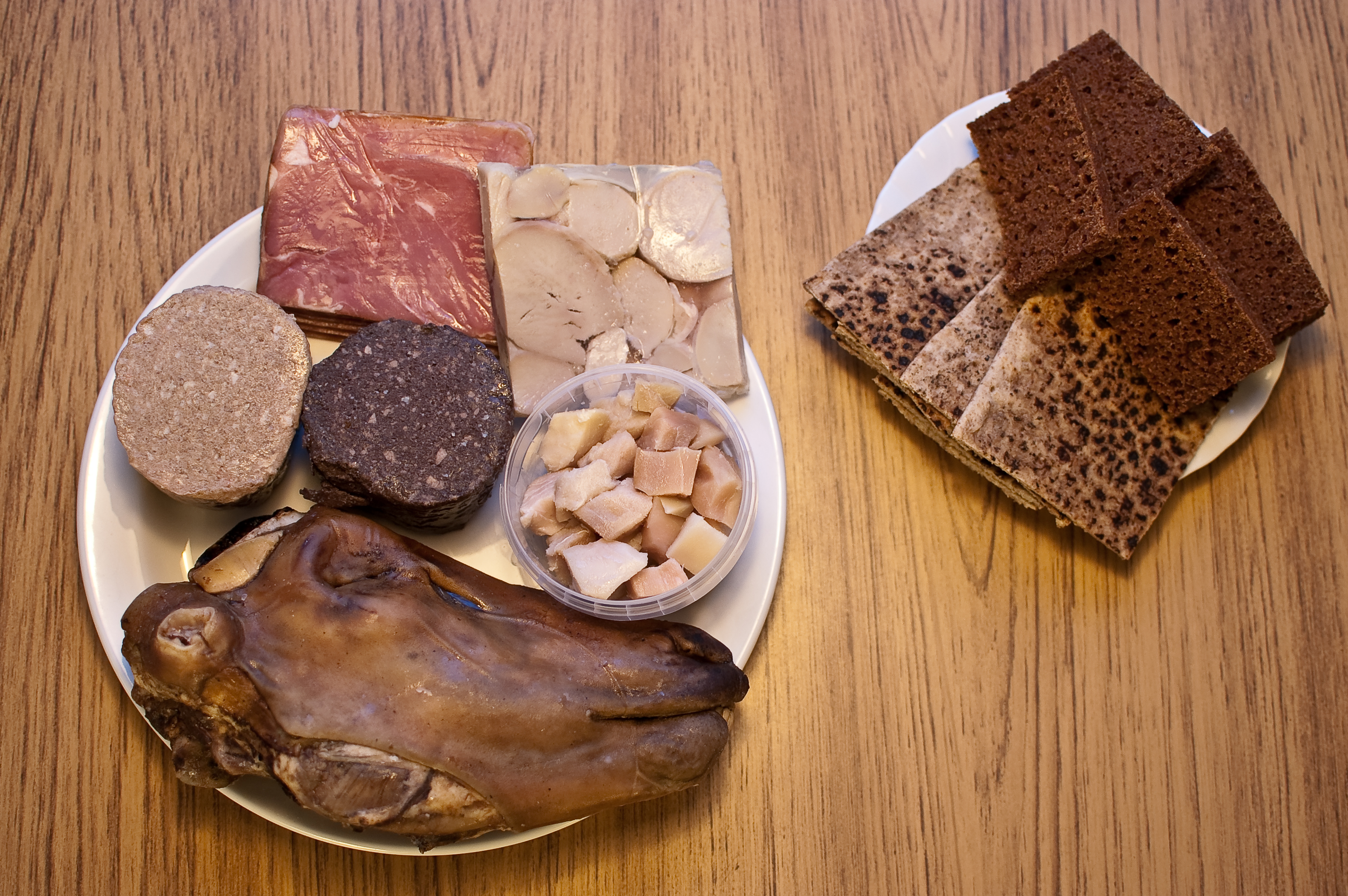
Еда на Торраматюр

Несмотря на то, что природа Исландии скудная — на острове нет лесов, а почва неплодородная — исландская кухня отнюдь не однообразная, а, наоборот, очень богатая. Овощи и фрукты привозят в Исландию из других стран, а морковь, капусту, картофель, огурцы и помидоры выращивают на острове. Кухня в деревнях консервативная, в же городах всё большую и большую популярность завоёвывает фастфуд, однако и там есть рестораны, где подают традиционные исландские блюда. К традиционным блюдам относятся: сурмьйоулк (местное кислое молоко); тресковые щёки; квашеные тюленьи плавники; жареное мясо тупиков; бычьи яйца, мочёные в простокваше; яйца тупиков; тухлое мясо акулы (хаукарль); скир и так далее.
В Исландии очень охотно пьют кофе. Есть даже праздник в честь этого напитка. В исландских кафе нужно платить только за первую чашку кофе.